# Chorazmský vilájet
Chorazmský vilájet je jeden z vilájetů (regionů) Uzbekistánu. Leží v severozápadní části země na hranici s Karakalpakstánem, Bucharským vilájetem a s Turkmenistánem. Protéká jím řeka Amudarja. V roce 2023 zde žilo přibližně 1 959 000 obyvatel. Hlavním městem regionu je Urgenš, leží zde také významné historické město Chiva. Asi 67 % obyvatel regionu žije na venkově.
Region leží v oblasti s kontinentálním podnebím; pěstuje se zde zejména bavlna, v menší míře pak také rýže, vinná réva, meloun nebo brambory. Dominantním průmyslem je zde průmysl textilní. Region je rodištěm matematiků Aliborona a Al-Chorezmího. Vilájet je napojen na železnici vedoucí do evropské části Ruska a na Kavkaz. V regionu leží 11 okresů a celkem tři města (kromě Urgenšu a Chivy ještě město Pitnak).